# (6714) Montréal
(6714) Montréal ist ein Asteroid des Hauptgürtels, der am 29. Juli 1990 vom US-amerikanischen Geologen, Planetologen und Astronomen Henry E. Holt am Palomar-Observatorium (IAU-Code 675) entdeckt wurde.
Der Asteroid wurde am 8. März 2001 nach der 1642 gegründeten kanadischen Millionenstadt Montreal benannt, die Gastgeber ser Weltausstellung Expo 67 und der Olympischen Sommerspiele 1976 war und weltweit zu den größten Städten, in denen Französisch die offizielle Sprache ist, gehört.